# Ioann (Timofejev)
Ioann (světským jménem: Ivan Ivanovič Timofejev; * 20. ledna 1958, Kazaň) je ruský duchovní Ruské pravoslavné církve, arcibiskup a metropolita joškar-olinský a marijský.

## Život
Narodil se 20. ledna 1958 v Kazani.
Po dokončení střední školy byl přijat jako poslušník Pskovo-pečerského monastýru.
Roku 1978 začal studovat na Moskevském duchovním semináři a roku 1981 na Moskevské duchovní akademii. Byl poslán do kazaňské eparchie.
Dne 4. listopadu 1987 byl biskupem kazaňským a marijským Panteleimonem (Mitrjukovským) rukopoložen na diákona a 23. dubna 1989 byl biskupem kazaňským a marijským Anastasijem (Metkinem) postřižen na monacha se jménem Ioann.
Dne 15. února 1990 byl rukopoložen na jeromonach a ustanoven sekretářem kazaňské eparchiální správy.
Roku 1991 byl povýšen na igumena.
Dne 11. června 1993 jej Svatý synod zvolil biskupem joškar-olinským a marijským. Dne 28. června byl povýšen na archimandritu.
Dne 24. července 1993 byl oficiálně jmenován biskupem a o den později proběhla v chrámu Narození přesvaté Bohorodice vesnice Semjonovka v Marijsku jeho biskupská chirotonie. Světiteli byli patriarcha moskevský Alexij II., arcibiskup čeboksarský a čuvašský Varnava (Kedrov), arcibiskup iževský a udmurtský Mykolaj (Škrumko), biskup kazaňský a tatarstánský Anastasij (Metkin) a Biskup istrijský Arsenij (Jepifanov).
Dne 29. února 2004 byl povýšen na arcibiskupa.
Dne 6. října 2017 byl Svatým synodem jmenován hlavou nové marijské metropole a 4. listopadu 2017 byl v chrámu Zesnutí přesvaté Bohorodice v Moskvě patriarchou moskevským Kirillem povýšen na metropolitu.